# Tram 26 (lied)
Tram 26 is een lied van de Nederlandse rapformatie Yung Internet. Het stond in 2018 als dertiende track op het album Long Island.

## Achtergrond
Tram 26 is geschreven door Daan Hegt, Mauro Plantinga en Sergio Hasselbaink en geproduceerd door Dj Hyperlink. Het is een nummer dat past in de genres nederhop en trap. Het nummer is geïnspireerd op de Amsterdamse Tramlijn 26 en de wijk IJburg. Het nummer vergaarde in 2021 populariteit toen het viraal ging op mediaplatform TikTok. Toen bereikte het ook de Single Top 100. Het is anno 2023 de enige hit van de rapformatie.

## Hitnoteringen
Ondanks dat het lied niet als single was uitgebracht, hadden de artiesten toch bescheiden succes met het lied in Nederland. Het stond op de 79e plaats van de Single Top 100 in de enige week dat het in deze hitlijst te vinden was. De Top 40 en haar Tipparade werden niet bereikt.